# Saint-Laurent-de-la-Salle

Saint-Laurent-de-la-Salle este o comună în departamentul Vendée, Franța. În 2009 avea o populație de 371 de locuitori.